# Клеча-Дольна
Клеча-Дольна (пол. Klecza Dolna) — село в Польщі, у гміні Вадовиці Вадовицького повіту Малопольського воєводства.
Населення — 2314 осіб (2011).

## Історія
У 1975-1998 роках село належало до Бельського воєводства, підпорядковувалося районній адміністрації у Вадовицях.

## Демографія
Демографічна структура станом на 31 березня 2011 року:
|          | Загалом | Допрацездатний вік | Працездатний вік | Постпрацездатний вік |
| -------- | ------- | ------------------ | ---------------- | -------------------- |
| Чоловіки | 1156    | 264                | 778              | 114                  |
| Жінки    | 1158    | 257                | 708              | 193                  |
| Разом    | 2314    | 521                | 1486             | 307                  |